# 부산진초등학교
부산진초등학교는 대한민국 부산광역시 부산진구 범천동에 있는 공립 초등학교이다.

## 학교 연혁
- 1907년 9월 7일 사립 육영재 사숙교육 실시
- 1911년 5월 1일 부산진공립보통학교 개교
- 1938년 4월 1일 부산진공립심상소학교로 개칭[1]
- 1941년 4월 1일 부산진공립국민학교로 개칭[2]
- 1946년 4월 1일 성남초등학교 분리
- 1949년 9월 1일 성북초등학교 분리
- 1955년 5월 9일 광무국민학교 분리
- 1956년 4월 6일 범천국민학교, 전포국민학교 분리
- 1992년 10월 6일 부전국민학교 분리
- 1996년 3월 1일 부산진초등학교로 개칭[3]
- 2006년 1월 20일 본교 및 병설유치원 재건축 완공
- 2008년 5월 2일 부산진 한마당 축제
- 2008년 5월 15일 박재혁 의사 87주년 추모
- 2008년 12월 15일 기상대 및 암석원, 박재혁 의사비 펜스 설치
- 2009년 2월 10일 2008학년도 육영재 교지 발간
- 2009년 3월 1일 부산진유치원 분리 독립
- 2009년 10월 16일 박재혁 의사비 안내석 설치
- 2009년 11월 10일 자전거 주차대 설치
- 2010년 9월 10일 육군교육사령부 창설지 표지석 설치 및 자매결연
- 2015년 9월 24일 돌봄교실 리모델링
- 2020년 2월 14일 재108회 졸업(졸업생수 72명, 총 36,902명)
- 2020년 3월 1일 26학급 (특수학급 1학급포함) 편성
- 2020년 9월 1일 제37대 문재경 교장 부임
- 2021년 2월 19일 제109회 졸업(졸업생수 83명, 총 36,985명)

## 학교 상징
- 교화 - 장미 : 아름다운 꽃과 향기로 감동을 주는 장미처럼 고운 마음의 향기로 모두를 행복하게 할 우리
- 교목 - 은행나무 : 오랜 세월 함께 하며 아낌없이 주는 은행나무의 꿋꿋한 기상과 풍요로움으로 세상을 아름답게 가꿀 우리

## 참고 자료
- 부산진초등학교 - 한국교육학술정보원 학교알리미